# Tương ớt

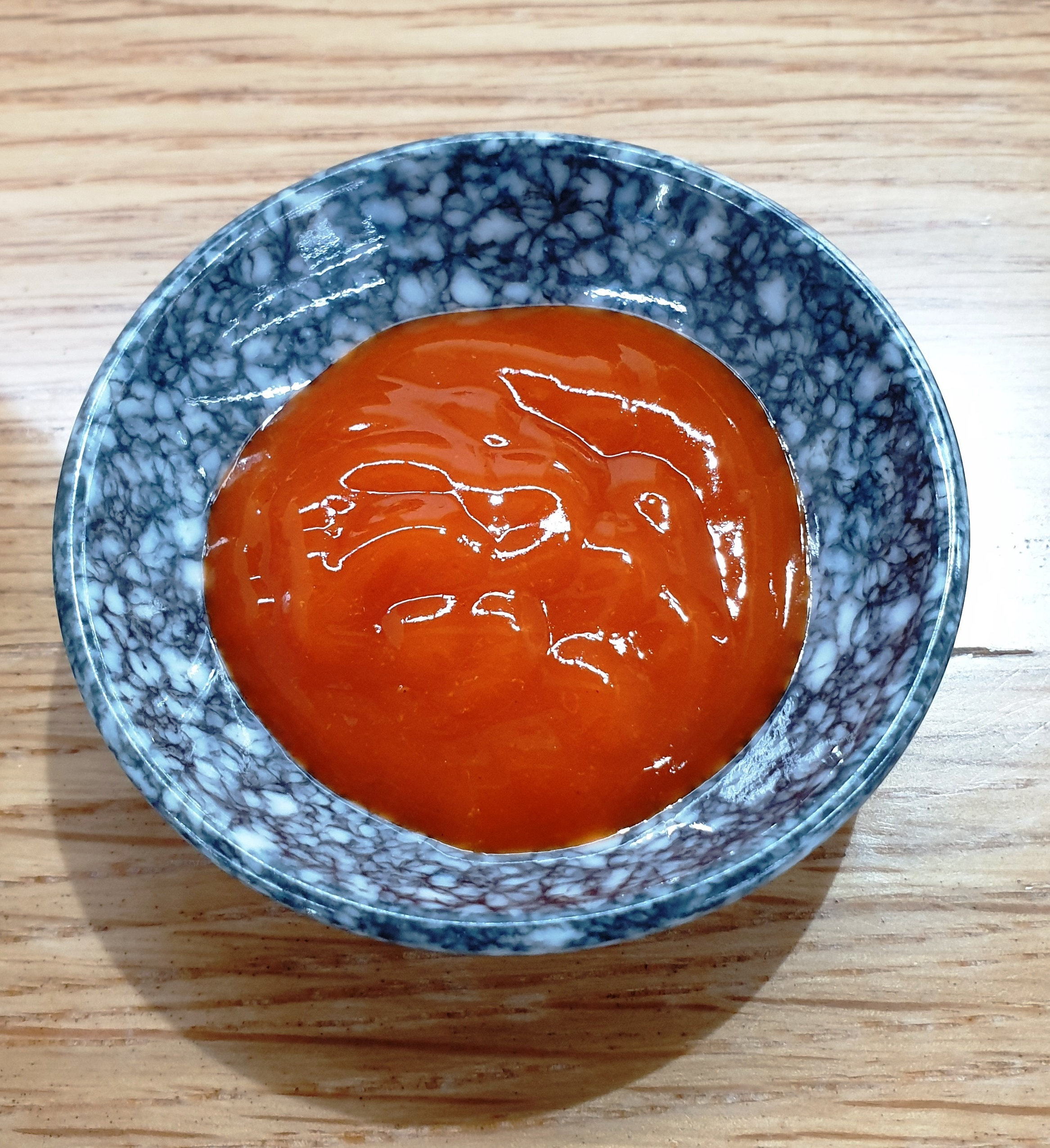
Tương ớt

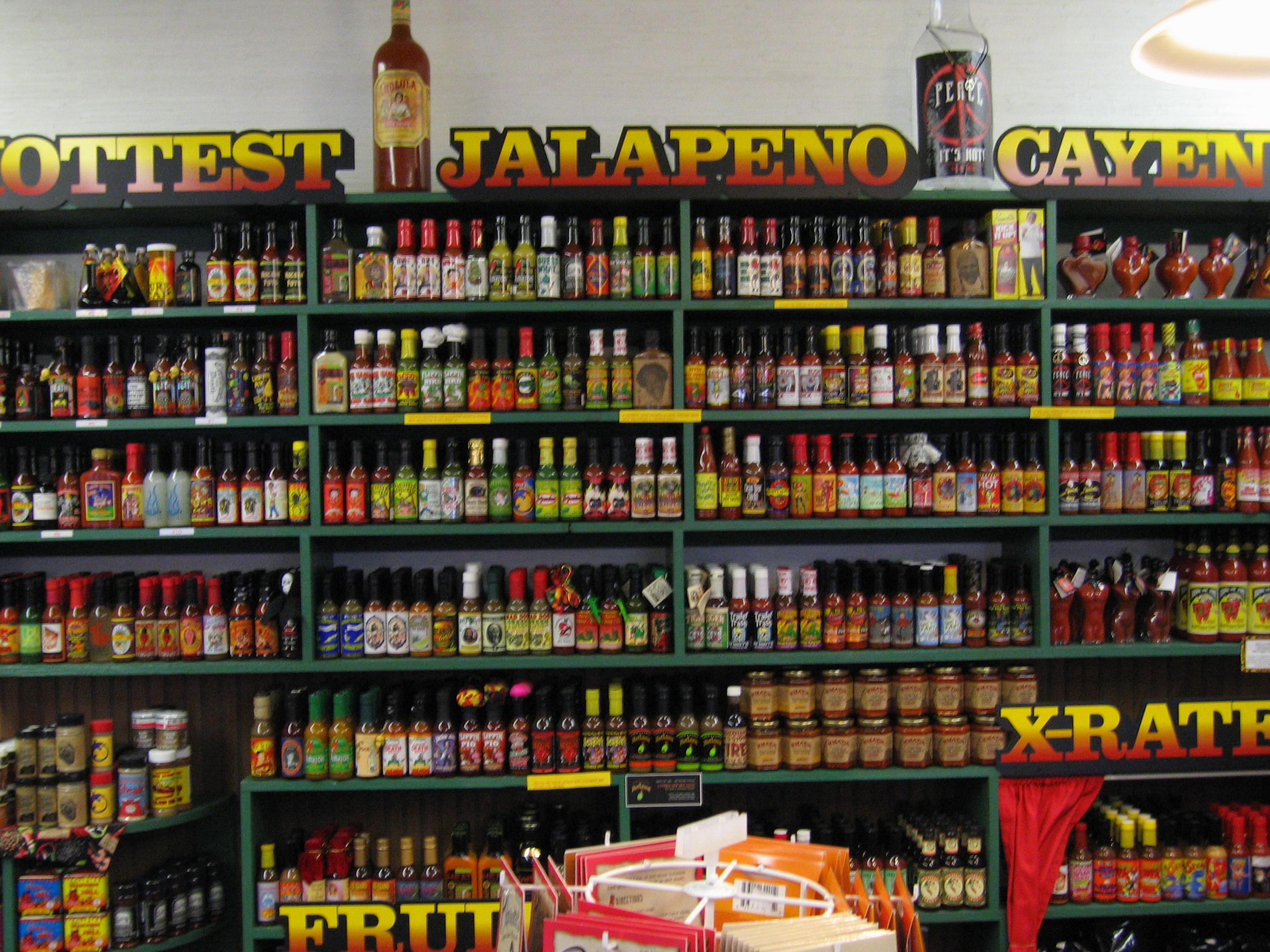
Hàng ngàn loại tương ớt khác nhau

Tương ớt là thứ nước chấm cay có dạng đặc sệt như nước sốt và có màu cam đỏ, được làm từ nguyên liệu chính là ớt xay nhuyễn kết hợp với một số gia vị khác. Những nước trồng được ớt đều có tập quán làm tương ớt.

## Quy trình thực hiện
Cách làm tương ớt nhìn chung không quá khó nên có thể được làm thủ công, nhỏ lẻ tại các cơ sở sản xuất nhỏ hay các nhà hàng ăn uống, tuy hiện nay trên thế giới đã có nhiều nhà sản xuất công nghiệp, đại trà.
Về cơ bản tương ớt thường được làm từ ớt còn tươi tuy đôi khi cũng bắt gặp tương ớt làm từ ớt khô hoặc ớt bột.
1. Ớt lựa chọn quả chín đỏ, rửa sạch, bỏ cuống và cho vào nồi hấp cách thủy hoặc luộc chín.
2. Sau đó, ớt được đem ra xát để làm nguyên liệu nhuyễn và tách bớt hạt, hoặc cho vào máy xay thật nhuyễn.
3. Phần thịt đã xay nhuyễn của ớt lại được trộn đều với đường, muối, tỏi xay, dấm thanh, trong sản xuất công nghiệp còn có thể được trộn thêm cả tinh bột biến tính, chất điều chỉnh độ chua như axit axetic, axít citric, sinh tố vitamin A v.v. sau đó lại cho vào nồi đun sôi lại. Để nguội và trút vào các lọ đựng, đậy kín.
4. Ngoài cách nêu ở trên, có một số nhà sản xuất tương ớt mà không trộn cùng tỏi[1], đường, cà chua; chỉ thêm một lượng muối vừa đủ; với loại tương ớt này thì độ cay của tương ớt rất đậm, nhưng lại phù hợp với những người thích ăn cay

## Một số loại tương ớt
1. Tương ớt nhìn chung rất đa dạng về hương vị nhờ việc kết hợp với các phụ gia (tỏi, dấm, đường, cà chua, vừng, riềng, mỡ nước hoặc dầu ăn v.v.).
2. Tương ớt trưng thường rất cay nên hợp với các loại bún nước, bánh đa nước, được làm từ ớt tươi hoặc ớt khô được xay thô không cần quá nhuyễn sau đó xào trong mỡ.
3. Tương ớt chua sử dụng cả cà chua và dấm thanh để giảm bớt độ cay, thích hợp cho một số món ăn như phở, cơm rang.
4. Tương ớt ngọt dùng ăn với các loại bánh mặn như bánh mỳ kẹp thịt, có nhiều đường. Ở nước ngoài có loại tương ớt tabasco rất chua và cay. Song cũng có loại tương ớt ngọt mà nguyên liệu là cà chua nhiều hơn là ớt.
5. Tương ớt nguyên chất 100% ớt được làm chỉ có ớt xay, không trộn cà chua, không trộn tỏi, không đường, phù hợp với việc ăn cùng bún, phở, mỳ nước, hoặc chấm đồ nhậu như mực khô nướng, cá chỉ vàng nướng, nem chua, thịt chua, ...

Một số loại tương ớt:
- Tương ớt Tabasco
- Tương ớt Sriracha
- Tương ớt nguyên chất siêu cay Lưu trữ ngày 15 tháng 3 năm 2023 tại Wayback Machine

## Giá trị dinh dưỡng
Trong tương ớt được sản xuất ở quy mô công nghiệp và bày bán tại các cửa hàng, siêu thị đồ ăn, giá trị dinh dưỡng của tương ớt có thể được định lượng trên bao bì sản phẩm với hàm lượng protein, lipid, carbonhydrate quy đổi ra kcal.

## Vấn đề vệ sinh an toàn thực phẩm
- Để sản phẩm có màu đỏ đẹp và tận dụng nguyên liệu, một số nhà sản xuất thiếu lương tâm đã pha chế thêm chất sudan, một hóa chất có dạng tinh thể màu nâu đỏ, được sử dụng để nhuộm màu trong công nghiệp nhưng bị nghiêm cấm sử dụng như một phẩm màu thực phẩm.
- Ngoài ra, qua thực tế cho thấy tương ớt có thể được làm với cả ớt hỏng hay cà chua (?) thối.[2][3] Theo bà Huỳnh Hồng Nga, Phó Cục trưởng Cục quản lý chất lượng về Vệ sinh an toàn thực phẩm thuộc Bộ Y tế Việt Nam cho biết, theo đánh giá của ngành y tế, gần 100% các loại tương ớt bán trên thị trường ngoại trừ loại đóng chai của các xí nghiệp có đăng ký, đều sử dụng phẩm màu công nghiệp loại có độc tố gây hại cho gan và thận, tác hại chủ yếu trong tương lâu dài[4]